# شمع

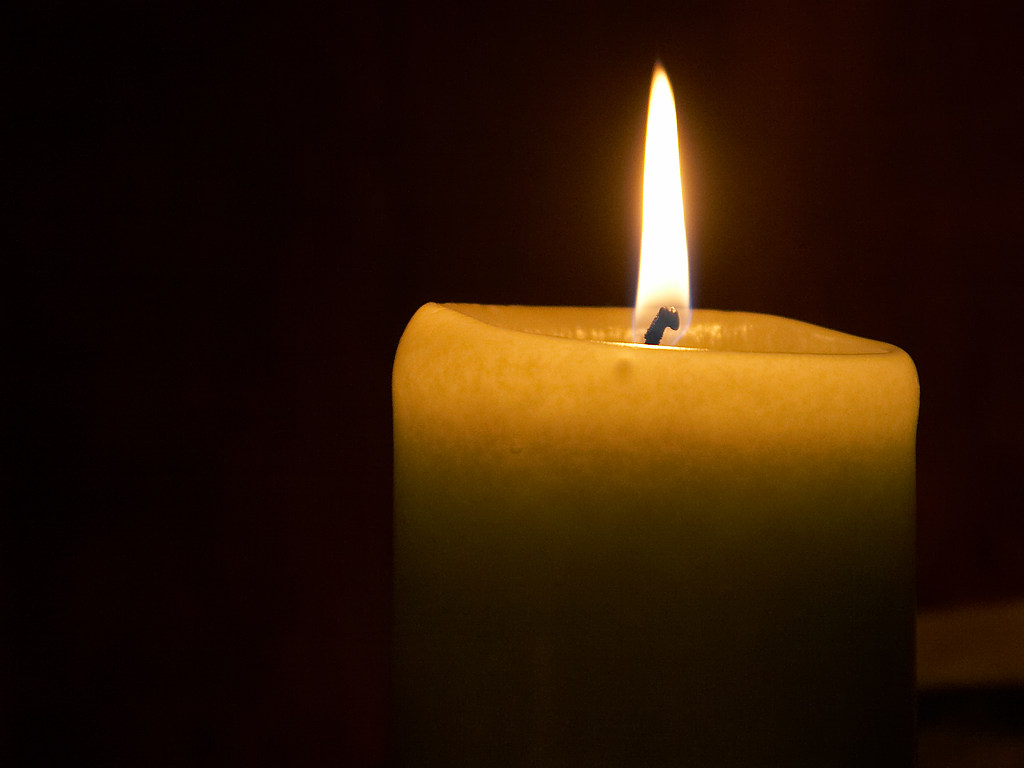
شمع الزينة

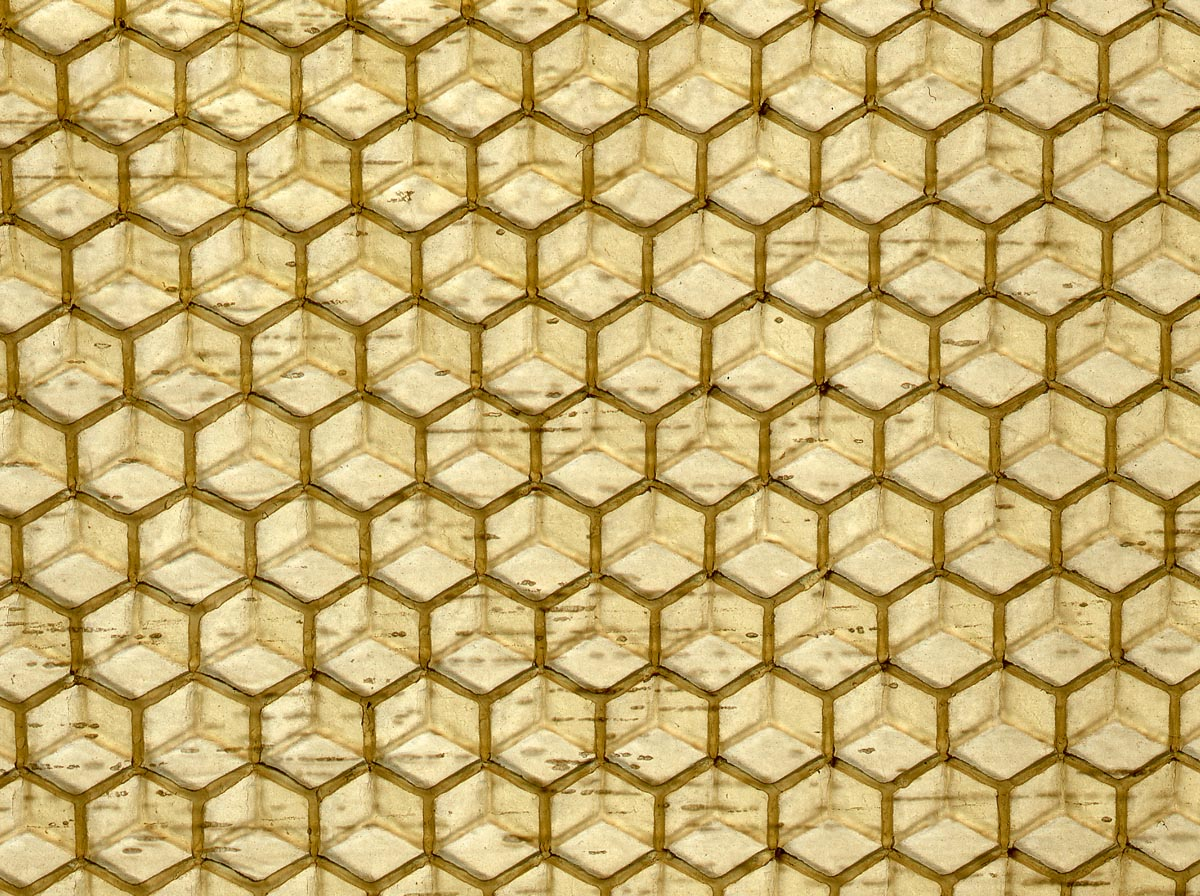
خلية نحل صناعية صنعت باستخدام الشمع المضغوط بالياف صناعية مشكلة.

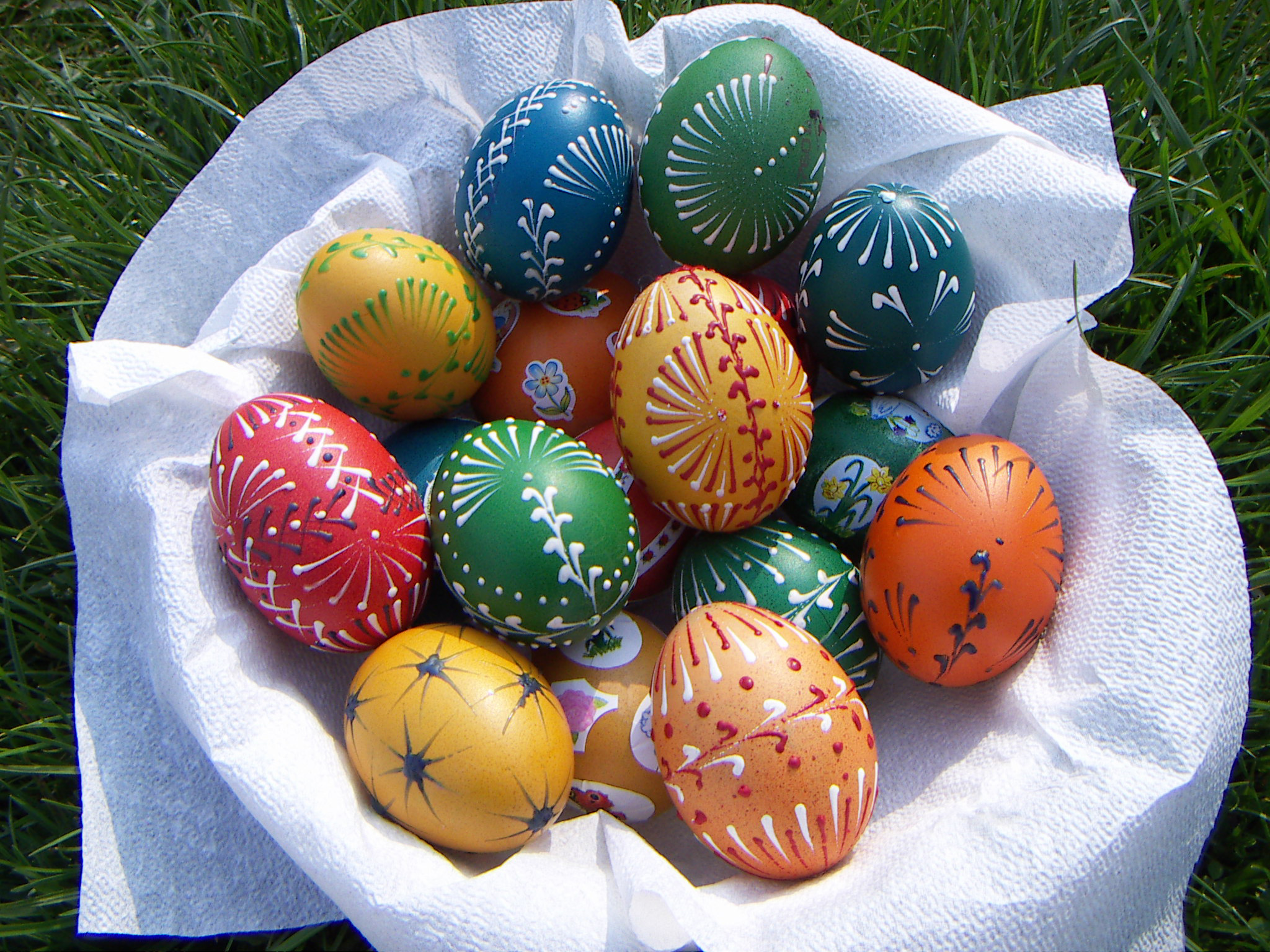
بيض الفصح وهو شمع مزين يستخدم في الاحتفال بعيد الفصح (جمهورية التشيك).

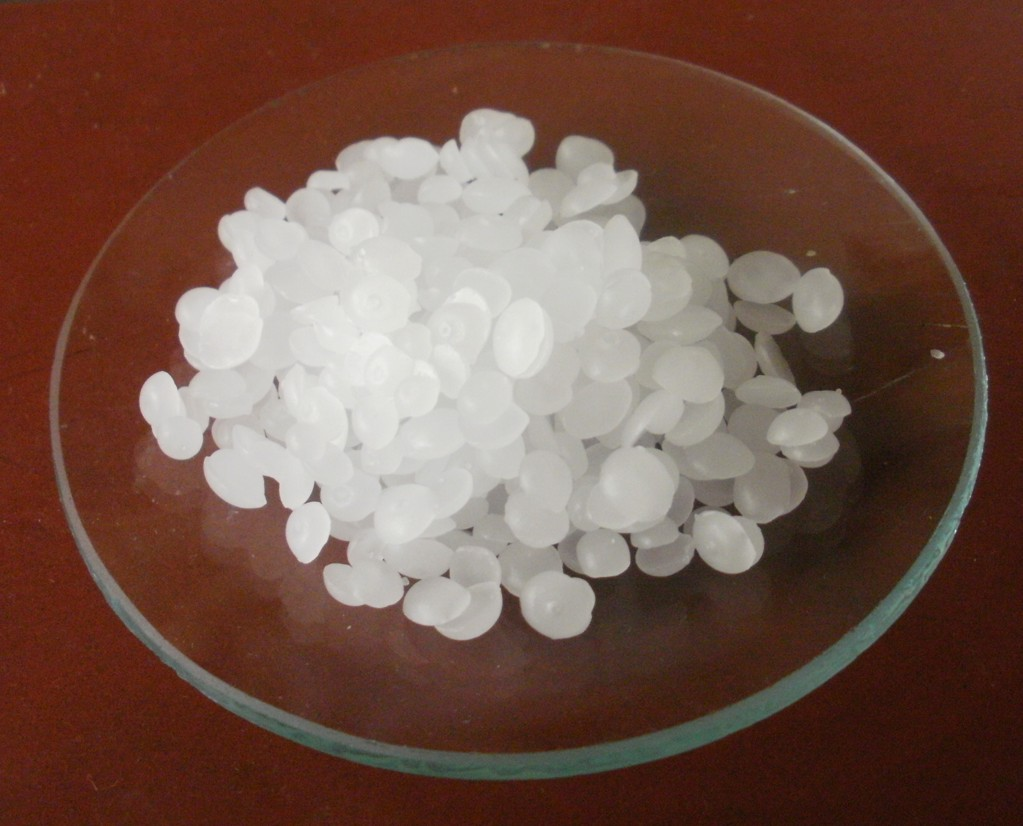
شمع البارافين

الشمع (بالإنجليزية: Wax)‏ هي مادة دهنية صلبة تُستخدم غالبًا كغطاء حامي للأسطح المختلفة وكذلك في صناعة الشموع ومواد التلميع والورق المشمع وهو صلب في درجة الحرارة العادية ويذوب بالتسخين.